# Robert Smuda
Robert Smuda (* 8. April 1910 in Neustadt an der Tafelfichte; † nach 1945) war ein deutscher Turner aus Hamburg, der zeitweise der deutschen Turnnationalmannschaft angehörte. Smuda gehörte zu Hamburgs besten Turnern.

## Leben
Der Sudetendeutsche Smuda war bereits in seiner Heimat ein guter Turner. 1924 wurde er bei einem Wettturnen anlässlich eines Treffens der Nationalsozialistischen Deutschen Jugendpartei in Untermarxdorf Erster.
1925 kam Smuda nach Hamburg und turnte fortan zunächst für den St. Pauli Turnverein und später  für den Eimsbütteler Turnverband (ETV). Bis 1938 turnte er für den ETV, dann für Postsportverein Hamburg.
Im Januar 1941 wurde er in Kiel Norddeutscher Meister.
Am 23. April 1941 vermeldete die Badische Presse, dass er in das Aufgebot der Nordmark im Finale um die Deutsche Mannschaftsmeisterschaft der Bereiche eingereiht worden war. Die Nordmark konnte den dritten Platz erringen.
Im April 1941 wurde er im Zehnkampf der Männer Deutscher Meister der Postsportler.
Im August 1941 turnte er mit der Deutschlandriege in Zoppot und in Bromberg.
Am 14. Dezember 1941 wurde er beim Wettkampf Nordmark - Kriegsmarine bester Einzelturner vor Rudi Gauch.
Im Januar 1943 wurde er in den Gaukampf gegen den Gau Mitte eingereiht.
Nach dem Zweiten Weltkrieg war er wieder für den ETV, erst als Aktiver dann als Trainer, tätig.